# Darkhorse
A Darkhorse a Los Angeles-i Crazy Town zenekar második nagylemeze, amelyet 2002. november 12-én adott ki a Columbia Records. A lemezt később kiadták egy bónusz CD-vel, amely egy videót tartalmaz, amin az album készítése látható.
Az album nem volt olyan népszerű, mint az ezt megelőző The Gift of Game, és a kiadott kislemezek sem értek el komolyabb sikereket. 2007 júniusáig 500 000 példányt adtak el belőle.

## Számlista
(A 12. számtól a 22. számig és a 24. számtól a 31. számig csend van)
1. Decorated – 3:07
2. Hurt You So Bad – 3:46
3. Drowning – 3:19
4. Change – 3:44
5. Candy Coated – 4:22
6. Waste of My Time – 2:56
7. Sorry – 4:15
8. Battle Cry – 2:49
9. Take It to the Bridge – 3:18
10. Skulls and Stars – 4:25
11. Beautiful – 3:18

1. You're The One – 3:56
2. Them Days – 3:11

## Felállás
- "Epic" Mazur – ének
- "Shifty Shellshock" Binzer – ének
- Kyle Hollinger – dob
- Kraig Tyler – gitár
- Anthony Valli – gitár
- Doug Miller – basszusgitár

## Kislemezek
- Drowning
- Hurt You So Bad